# چشمه‌های آب‌گرم چنا (آلاسکا)

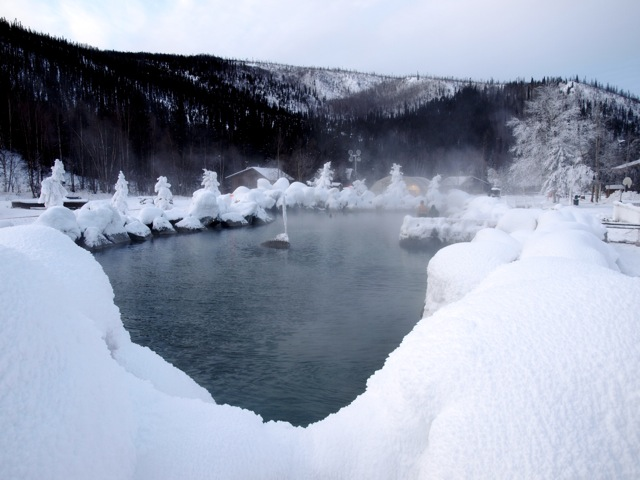
چشمه‌های آب گرم چنا

چشمه‌های آب‌گرم چنا، آلاسکا (انگلیسی: Chena Hot Springs, Alaska) یک محدوده ثبت نشده در روستا ستاره شمال فربنکس ایالات متحده واقع است که درفاصله ۵۶٫۵ مایلی شمال شرق فربنکس نزدیک تأسیسات الکتریسیته زمین گرمایی که در آلاسکا ساخته شده قرار دارد.